# Бъртрис Смол
Бъртрис Смол (на английски: Bertrice Small) е американска писателка на бестселъри в жанра исторически романс, фентъзи романс и съвременен еротичен романс.

## Биография и творчество
Бъртрис Смол е родена на 9 декември 1937 г. в Манхатън, Ню Йорк, САЩ, в семейството на Дейвид и Дорис С. Уилямс, телевизионери. Израства в източната част на Лонг Айлънд. Учи в Западния колеж за девойки от 1955 г. до 1958 г., след което учи до 1959 г. в училището за секретарки „Катрин Гибс“.
Още от първите си години в училище обича да чете и да пише поезия. Първото си произведение в рими пише когато е на 13 години. То е за принцеса на инките, която се хвърля от високи скали, за да не попадне в ръцете на злите конквистадори.
След завършване на образованието си работи като секретарка в рекламната агенция „Йънг и Рубикам“ Ню йорк през 1959-1960 г. През 1960 г. става помощник на продажбите в радио-телевизионната компания „Уед“, а от 1961 г. в „Едуард Петри & Ко.“ до 1963 г.
Омъжва се за Джордж С. Смол, фотограф и дизайнер, на 5 октомври 1963 г. Имат син – Томас Дейвид.
От 1969 г. Бъртрис Смол е писателка на свободна практика.
През 1976 г. отваря собствен магазин за подаръци „The FatCat“ в Саутхолд, Ню Йорк, който поддържа до 1981 г.
Пише първия си исторически романс „The Kadin“ в продължение на две години и още една година в пренаписването и редактирането му, и го завършва в 1973 г. За него използва спомените си от разказите на своя приятелка от турски произход докато е била в гимназията и много проучвания за историческия период. Поради различни проблеми с издателите той е публикуван през 1978 г. като първа част от поредицата „Сира Мъдрата“. Дотогава Смол завършва и продължението, което излиза същата година.
Бъртрис Смол е неуморна писателка. Тя пише по шест дни в седмицата от 9.30 ч. до около 19.00 часа, с малка почивка за обяд, и общо по около 50 седмици годишно. Тази упорита работа я прави и една от успешните писателки на романси.
Бъртрис Смол е автор на над 50 романа, по-голямата част от тях са в жанра исторически романс. Серията и „Легло“ включва 6 съвременни еротични романса, а серията „Светът на Хетър“ – 6 фентъзи романса.
Романите ѝ са били многократно бестселъри в списъците на „Ню Йорк Таймс“. Преведени са на много езици и са издадени в над 20 милиона екземпляра.
За творчеството си е получила е наградата „Сребърна писалка“ от „Affaire de Coeur“ и почетен диплом от „The West Coast Review of Books“. През 2006 г. получава награда за цялостен принос от списание „Romantic Times“. Член е на Асоциацията на писателите на романтика на Америка, PEN и PASIC.
Бъртрис Смол живее в Ню Йорк. Обича да се занимава с градината и семейните котки.

## Произведения

### Самостоятелни романи
- Адора, Adora (1980)
- Unconquered (1981)
- Beloved (1983)
- Чаровнице моя, Enchantress Mine (1987)
- Пламенно, The Spitfire (1990)
- A Moment in Time (1991)
- To Love Again (1993)
- Робиня за любов, The Love Slave (1995) – избор на списание „Romantic Times“ за 1995 г.
- Непокорната, Hellion (1996)
- Брачен Договор, Deceived (1998)
- Betrayed (1998)
- The Innocent (1999)
- A Memory of Love (2000)
- The Duchess (2001)
- The Dragon Lord's Daughters (2004)

### Серия „Сира Мъдрата“ (Cyra Hafisa)
1. The Kadin (1978)
2. Love Wild and Fair (1978)

### Серия „Скай О`Мали“ (Skye O'Malley)
1. Skye O'Malley (1980)
2. All the Sweet Tomorrows (1984)
3. A Love for All Time (1986)
4. This Heart of Mine (1985)
5. Lost Love Found (1989)
6. Wild Jasmine (1992)

### Серия „Сага за Уиндъм“ (Wyndham Saga)
1. Блез Уидъм, Blaze Wyndham (1988)
2. Love, Remember Me (1994)

### Серия „Наследството на Скай“ (Skye's Legacy)
1. Darling Jasmine (1997)
2. Bedazzled (1999)
3. Besieged (2000)
4. Intrigued (2001)
5. Just Beyond Tomorrow (2002)
6. Vixens (2003)

### Серия „Наследството“ (Friarsgate Inheritance)
1. Rosamund (2002)
2. Until You (2003)
3. Philippa (2004)
4. The Last Heiress (2005)

### Серия „Легло“ (Channel)
1. Private Pleasures (2004)
2. Forbidden Pleasures (2006)
3. Sudden Pleasures (2007)
4. Dangerous Pleasures (2008)
5. Passionate Pleasures (2010)
6. Guilty Pleasures (2011)

### Серия „Светът на Хетар“ (World of Hetar)
1. Lara (2005)
2. A Distant Tomorrow (2006)
3. The Twilight Lord (2007)
4. The Sorceress Of Belmair (2008)
5. The Shadow Queen (2009)
6. Crown of Destiny (2010)

### Серия „Гранични хроники“ (Border Chronicles)
1. A Dangerous Love (2006)
2. The Border Lord's Bride (2007)
3. The Captive Heart (2008)
4. The Border Lord and the Lady (2009)
5. The Border Vixen (2010)
6. Bond of Passion (2011)

### Серия „Дъщерите на търговеца на коприна“ (Silk Merchant's Daughters)
1. Bianca (2012)
2. Francesca (2013)
3. Luciana (2013)

### Сборници
- „Ecstasy“ в Captivated (1999) – сборник с Теа Дивайн, Сюзън Джонсън и Робин Шон
- „Mastering Lady Lucinda“ в Fascinated (2000) – сборник с Теа Дивайн, Сюзан Джонсън и Робин Шон
- „The Awakening“ в Delighted (2002) – сборник с Ники Донован, Сюзан Джонсън и Лиз Медисън
- „Zuleika and the Barbarian“ в I Love Rogues (2003) – сборник с Джейн Бонандер и Теа Дивайн